# 卡斯蒂列霍斯新镇
卡斯蒂列霍斯新镇，是西班牙安达卢西亚自治区韦尔瓦省的一个市镇。总面积264平方公里，总人口2643人（2001年），人口密度10人/平方公里。